# Adadenirari III
Adadenirari III ou Adadenarari III foi um rei da Assíria de 811 a.C. a 783 a.C., filho e sucessor de Samsiadade V, e foi sucedido por seu filho Salmanaser IV.

## Reinado

### Samuramate

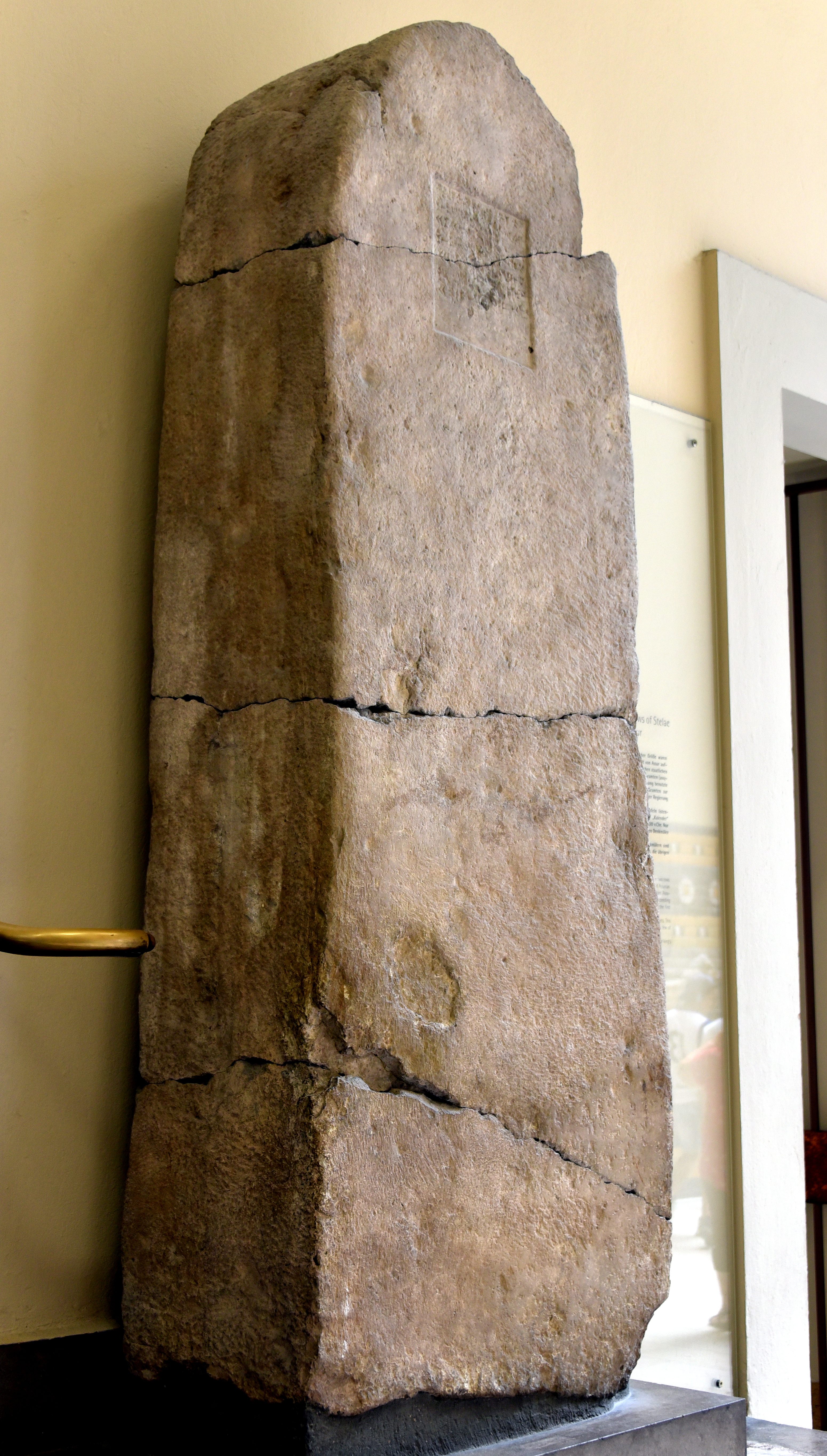
Estela assíria da rainha Samuramate trazida de Assur, criada em, no Museu de Pérgamo.

Foi nesta época que viveu a rainha Samuramate, que se tornou tão famosa que sua memória persistiu por várias gerações.
Semíramis, segundo as inscrições, poderia ser esposa de Adadenirari ou esposa de seu pai, Samsiadade; Donald A. Mackenzie considera que ela era esposa de Samsiadade e mãe de Adadenirari, e que as inscrições que mencionam Semíramis como esposa do rei tinham um significado mitológico, como sacerdotes supremos do culto da Grande Mãe. Ainda de acordo com Mackenzie, Adadenirari tinha reivindicações legítimas ao trono da Babilônia por ser herdeiro de seus reis, através da sua mãe, descendente de Belcapecapu, um antigo rei da Babilônia e bisavô de Hamurabi.

### Cultura e religião

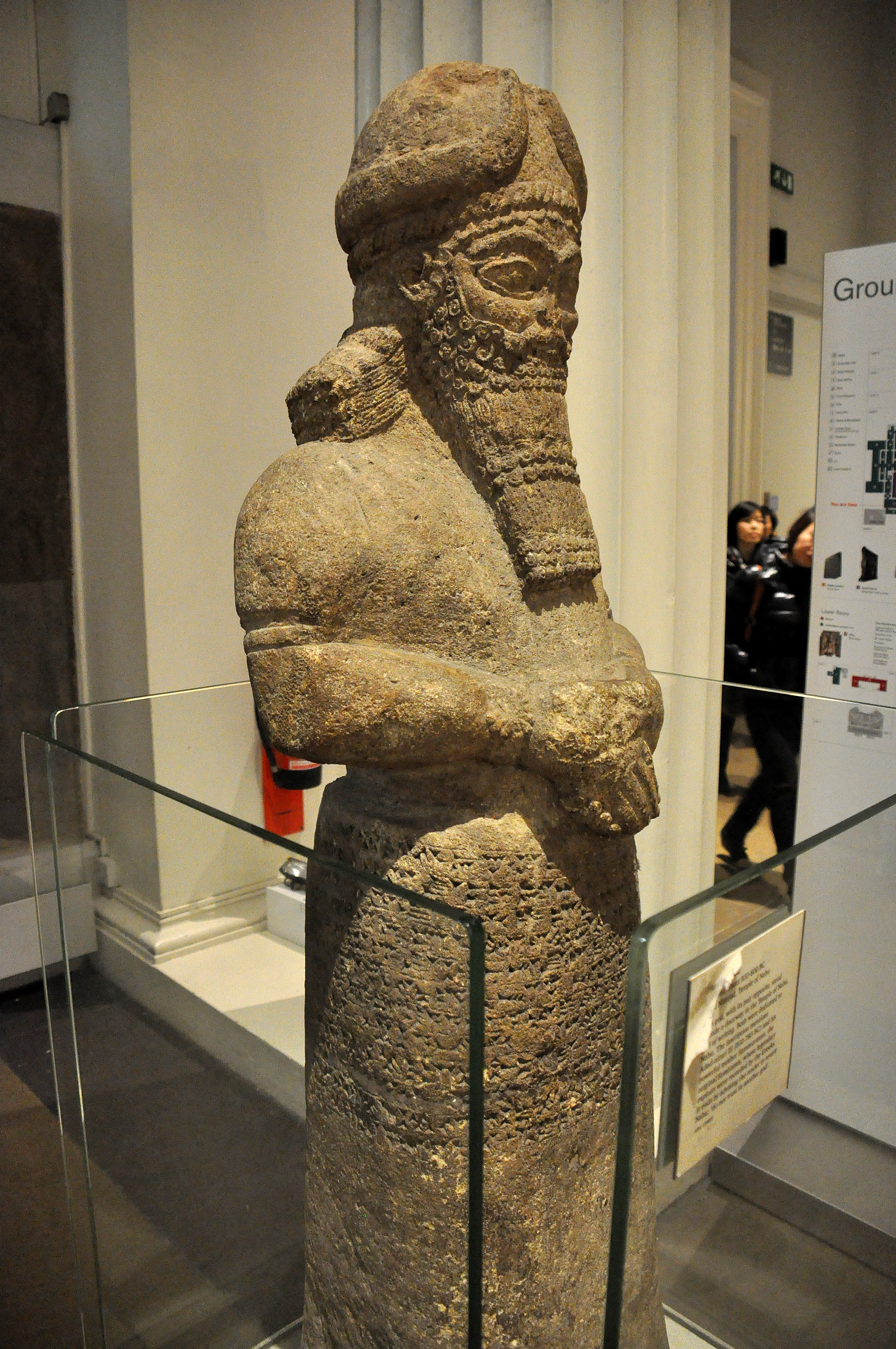
Estátua de um "deus atendente" do templo de Nabu de Ninrude, Mesopotâmia. A inscrição cuneiforme menciona Adadenirari III e sua mãe Samuramate.

Durante o reinado de Adadenirari, a corte assíria sofreu uma grande influência da cultura e das tradições da Babilônia. As inscrições reais relatavam as vitórias do exército mas suprimiam os detalhes mais bárbaros, como os dos anais de Assurnasirpal, que incluía descrições de meninos e meninas queimados vivos e heróis de cidades menores sendo esfolados vivos. O deus babilônio Samas, um entidade abstrata amante da lei e da ordem, foi exaltada, e mencionada como inspiradora de sabedoria no rei. Nebo, deus de Borsipa, também teve grande proeminência, como um deus da cultura e sabedoria, patrono dos escribas e artistas.
A biblioteca real que havia sido estabelecida por Salmanaser III, pai de Samsiadade, em Calú foi bastante ampliada por Adadenirari, e continuou sendo ampliada por seus sucessores.

### Campanhas militares

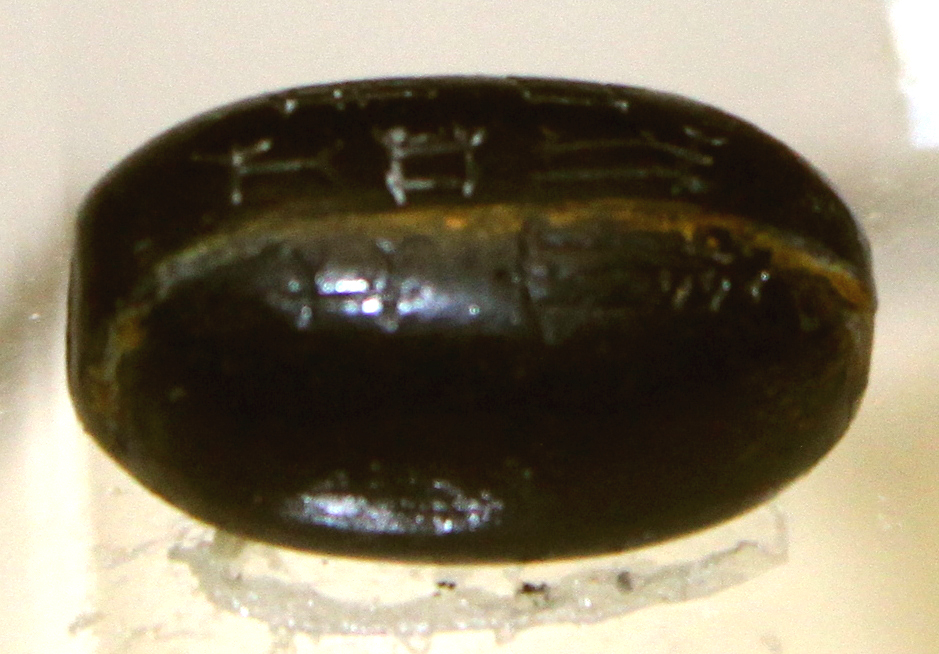
Contas de ágata com o nome Adadenirari III durante o Período Maneano no Museu Nacional de História do Azerbaijão.

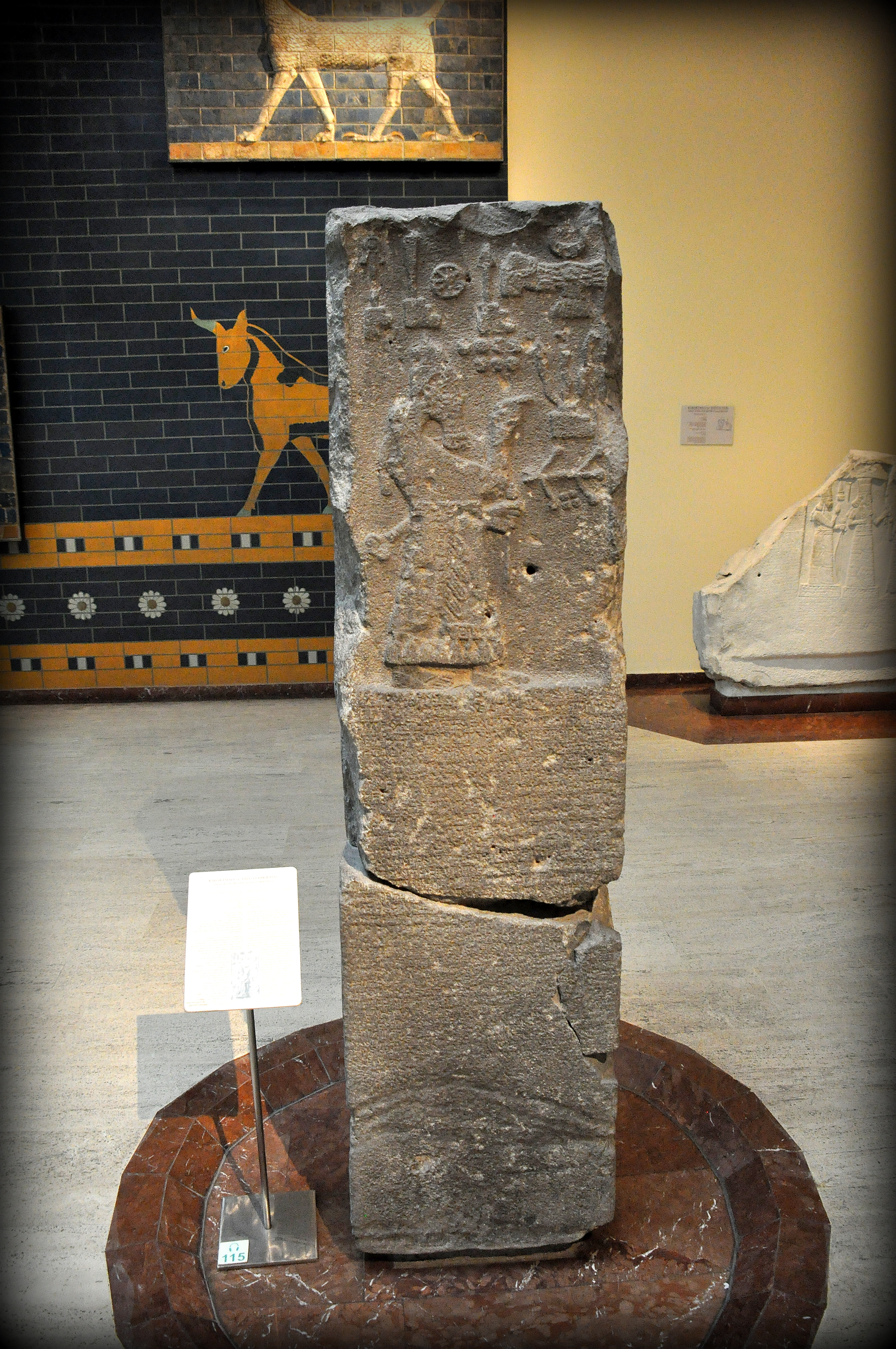
Estela de basalto do rei assírio Adadenirari III de Saba no Museu do Antigo Oriente e nos Museus Arqueológicos de Istambul, na Turquia.

Adadenirari foi um general vigoroso e vitorioso. Ele foi considerado o "salvador de Israel", pelas campanhas que fez derrotando Edom e Damasco, que havia resistido a Salmanaser, e era então governada por Mari, filho de Hazael. Mari, identificado com o rei bíblico Benadade III, foi pego de surpresa pelo ataque assírio, se refugiu atrás das muralhas de Damasco, mas teve que aceitar pagar como tributo 23.000 talentos de prata, 20 de ouro, 3000 de cobre e 5000 de ferro, além de outros objetos de marfim e madeira.
Vários outros estados ao ocidente da Assíria, possivelmente, também se tornaram seus vassalos, como Tiro, Sidom, a terra de Omri (o reino de Israel), Edom e Palastu (a Filisteia).
Os outros vizinhos da Assíria também foram derrotados por Adadenirari: as tribos da Média ao nordeste, partes do planalto iraniano, os domínios do povo Nairi ao norte, os Hititas, e, segundo inscrições, o Reino de Urartu no norte.
Em uma data desconhecida, Adadenirari ou seu general Samsilu forçaram um acordo de paz entre dois vassalos dos assírios, os reis Atarsumqui I de Arpade e Zacur de Hamate. Pelo acordo, Zacur entregou parte do seu território, no entorno de uma vila chamada Nalassi, no vale fértil do rio Orontes. Este tratado foi gravado em uma estela, atualmente no Museu Arquelógico de Ancara, na Turquia.
Ele foi sucedido por seu filho Salmanaser IV.